# Война и мир (пьеса)
у этого термина существуют и другие значения, см Война и мир (Значения)
Война и мир - Пьеса Михаила Булгакова, написанная по одноименному роману Льва Николаевича Толстого, Произведение было закончено в 1936 году. Опубликовали пьесу после смерти автора в 1986 году. Пьеса описывает русскую интеллигенцию времен Наполеоновских войн 1812 года.
Сюжет пьесы разворачивается в 1812 году в России времен Александра 1. Рассказ состоит из четырех действий, которые происходят во время вторжения Наполеона Бонапарта в Москву. Повествование основано на сюжете одноименной повести Льва Толстого Война и Мир. Главными героями в этой истории являются Граф Пьер Безухов, Графиня Наталья Ростова, графиня Елена Безухова (Елен), Князь Андрей, Император Александр 1, Наполеон. 

### Действие 1
Начинается, когда власти Москвы боятся пришествия французов в столицу.  Собрание сената постановило задержать армию Наполеона до похода на Москву. Император Александр постановил дать генеральное сражение Наполеону на месте Бородино.  

### Действие 2
Происходит во время битвы за Бородино. Мы видим как погибает князь Андрей в сражении с французами под Бородиным. Граф Пьер Безухов признается в любви к Наталье Ростовой. 

### Действие 3
Разворачивается в осажденной французами Москве. Где графа Пьера Безухова ловят в плен французы, а Кутузов старается удержать свою армию от бесполезных стычек с превосходящим противником. Со временем Кутузов сжигает Москву и Наполеон уходит из Москвы.  

### Действие 4
Происходит в основном в доме Ростовых, где Соня и Наталья Ростова прячутся в провинции от французских солдат. В последней главе Кутузов радуется вместе с подчиненными победой над Наполеоном. Пьеса заканчивается следующими словами Чтеца.
Из-за цензуры проводимой КПСС СССР в адрес писателя Михаила Булгакова пьеса, написанная 25.11.1932 года, была издана только в 1986 году после смерти автора. В письме к правительству автор подчеркивал, что хотел написать пьесу в духе произведения Льва Толстого. 
Писатель опирается на толстовскую тематику произведения, включающую в себя такие идеи, как послание о мире, переживаний людей в эпоху войны и мечты о мире между людьми. Многие идеи, заложенные в пьесе, легли в роман Мастер и Маргарита. Например, сцена, где Даву спасает Пьера от плена французов в осажденной Москве напоминает отношения между Иешуа Га-Ноцри и Понтием Пилатом. Автор использует в произведении моральный посыл Льва Толстого о недопустимости войны, например вторжение Наполеоновских войн в Россию автор рассматривает как противное человеческому разуму и всей человеческой природе событие. 
- Михаил Булгаков. Война и мир
- Произведение Война и мир - Михаил Булгаков